# Palpomyia ancorifera
Palpomyia ancorifera är en tvåvingeart som beskrevs av Tokunaga 1966. Palpomyia ancorifera ingår i släktet Palpomyia och familjen svidknott. Inga underarter finns listade i Catalogue of Life.